# Creol együttes
A Creol együttes 1993-ban alakult, spanyol hangulatú, elsősorban akusztikus zenét játszó gitárduó.

## Története
Alapító tagjai Szűcs Antal Gábor és Pomázi Zoltán. Szűcs Antal Gábor a Bojtorján, a Hungária, a Skorpió, a Dinamit, a Bikini, a Latin Duó és más együttesek tagja, Pomázi Zoltán a Bojtorján és a Tolcsvay Trió tagja.
Első lemezük 1995-ben jelent meg Creol címmel, amely két verzióban CD-n és kazettán is forgalmazásra került. A duó nemzetközi sikereket ért el a hanglemezpiacon. 2001-ben a dán-angol Bellevue kiadó jelentette meg a szigetországban és húsz európai országban a Latin gitár (Latin Guitar) című 17 zeneszámot tartalmazó albumát, ezt követően pedig az olasz Azzurra Music S.r.l. olasz kiadó adta ki az albumot. A Latin negyed című album Romániában jelent meg 2001 novemberében.
2002-ben Szűcs Antal Gábor kivált a duóból és megalakította saját hasonló együttesét, a Latin duót Tátrai Tiborral. Helyét Tóth András, a Bojtorján gitárosa vette át,  illetve a nagyobb koncerteken ütőhangszeresekkel egészült ki az együttes. 2003-tól már az új felállásban jelentek meg a Creol CD-k. A duó spanyol hangulatú, Nuovo Flamenco stílusú gitárzenét játszik. Műsorukban Al Di Meola, Carlos Santana, Ottmar Liebert, Govi, Alex Fox darabjai mellett saját szerzeményeik hallhatók.

## Albumok
Az albumok listája az amerikai Zink Media által üzemeltetett adatbázis tartalma alapján.
- Creol (1995)
- Creol II.
- III. Latin negyed (2001)
- Creol Queen
- Best of Creol Volume 1. (válogatásalbum)
- Latin Guitar (2001) (EAN 8028980048623)[7][9]
- Latin Passion (válogatásalbum)
- Latin Dreams (válogatásalbum)
- Creol színei (2003)[5]
- Creol plays on Hits of Shadows − 100% Cover (2005)[10]
- Latino Acoustic Hotel California(2006)[11]
- Latino Acoustic Latin Hits (2006)[12]
- First look[13]